# Дон, Джордж
Джордж Дон (англ. George Don, 17 мая 1798 — 25 февраля 1856) — шотландский ботаник и коллекционер растений XIX века.

## Биография
Родился 17 мая 1798 года в Ду Хиллок (англ. Doo Hillock), Ангус (Forfarshire), Шотландия. Его младший брат Дэвид Дон также был ботаником, профессором. Их отец, которого звали также Джордж Дон (1764—1814), был суперинтендантом (директором) Эдинбургского королевского ботанического сада в 1802 году.
В молодости Джордж работал в садах в Челси. В 1821 году он совершил экспедицию в Бразилию, Вест-Индию и Сьерра-Леоне для пополнения коллекций Королевского садоводческого общества.
Большинство из его открытий были опубликованы Джозефом Сэбином, хотя сам Джордж издал описания нескольких новых видов из Сьерра-Леоне.
Член Лондонского Линнеевского общества.
Умер 25 февраля 1856 года в Кенсингтоне (район рядом с Челси в центре Лондона).

## Результаты научной деятельности

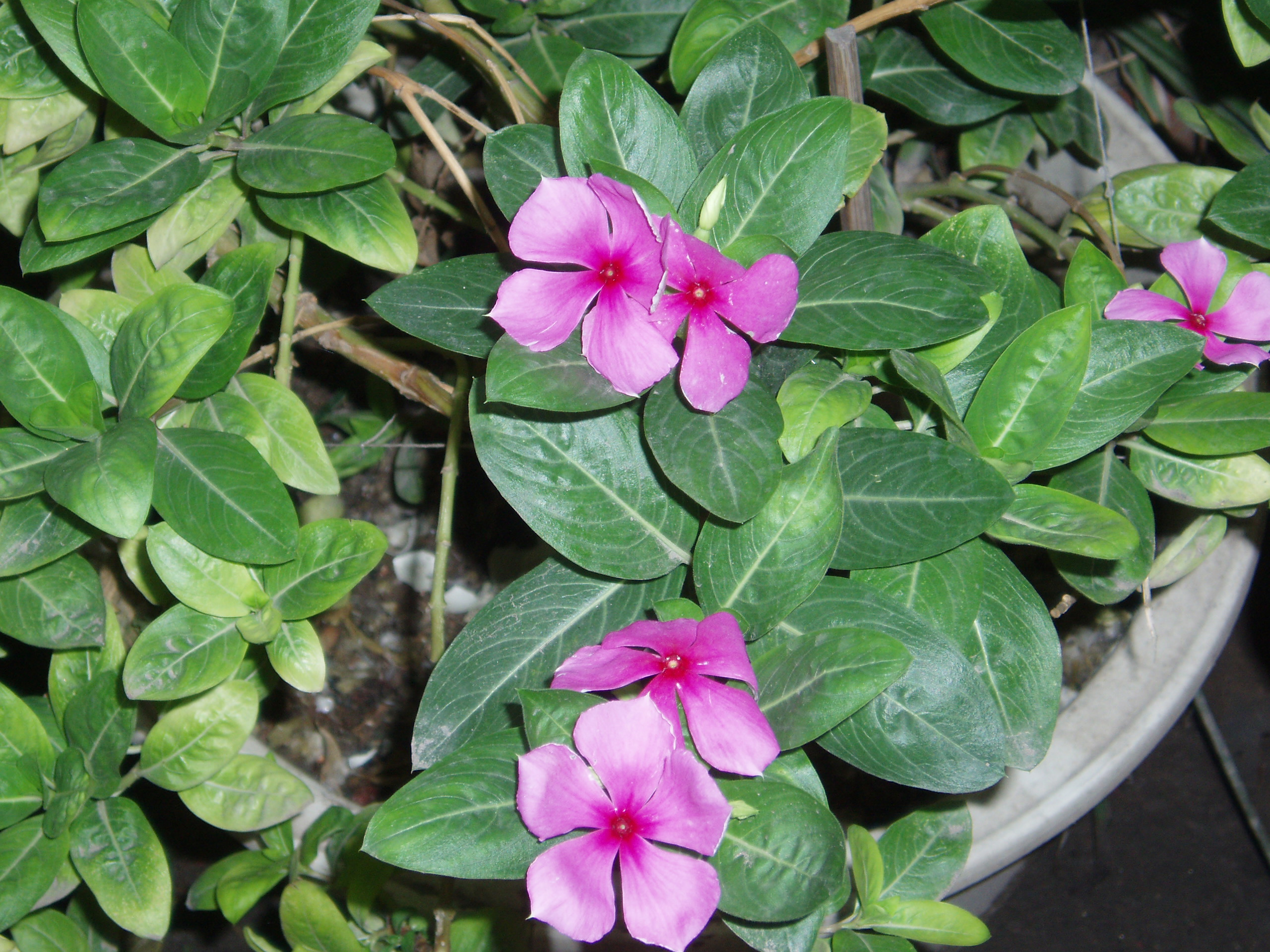

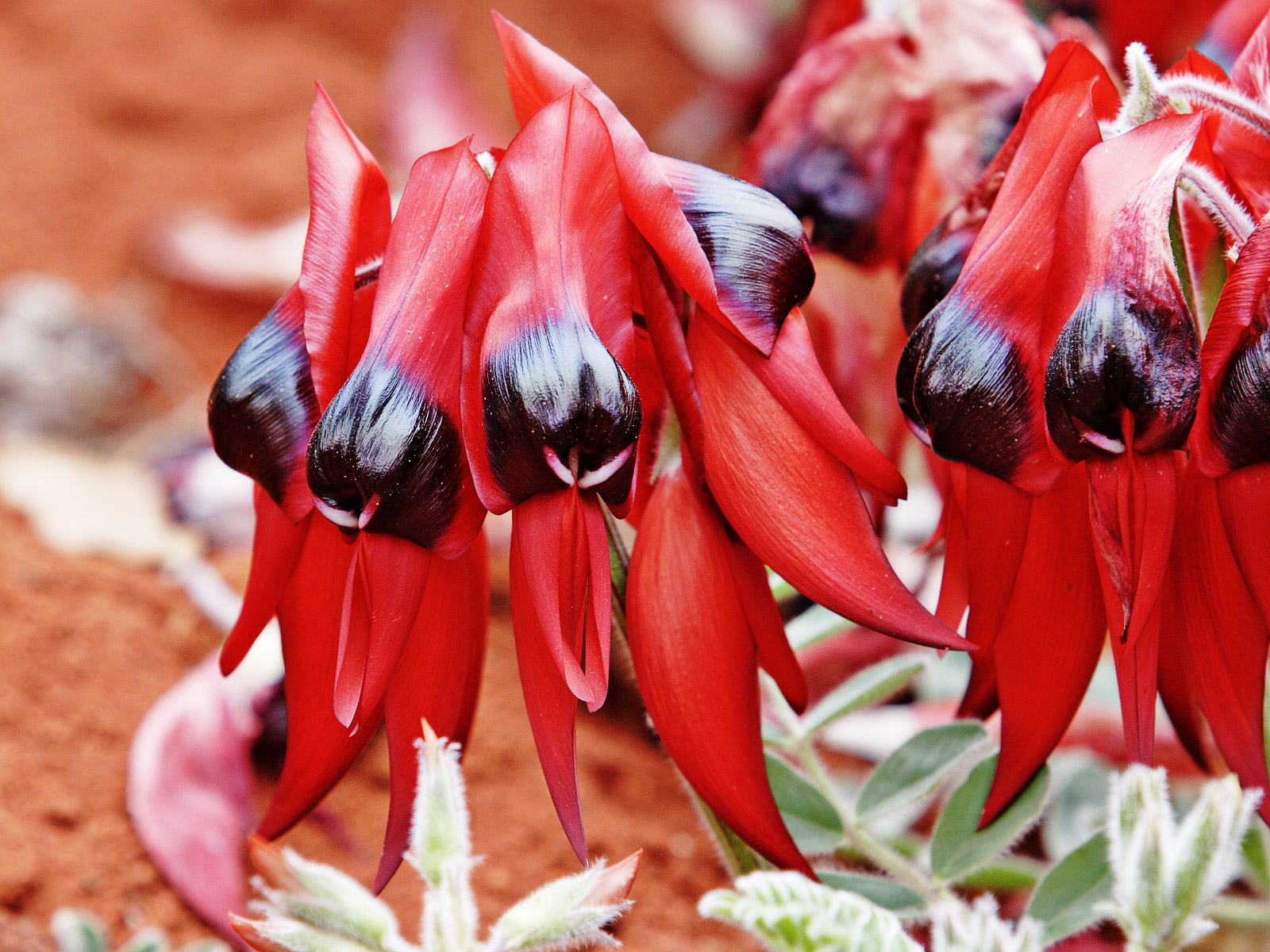
(Swainsona formosa)

В период между 1832 и 1838 годами были опубликованы четыре тома главного научного труда Джорджа Дона «A General System of Gardening and Botany». При ссылке на эту работу часто указывают обозначение «Gen. Hist.», используя аббревиатуру альтернативного названия «A General History of the Dichlamydeous Plants».
Он принимал участие в работе Дж. К. Лаудона при подготовке трудов «Encyclopaedia of Plants» и «Hortus Britannicus».
Кроме того, он написал монографию про род Лук (Allium) и обзор рода Комбретум (Combretum).
Для обозначения видов растений, описанных Джорджем Доном, используется принятое в ботанике сокращение «G.Don». В базе данных сайта IPNI содержатся сведения о 4 452 таксонах с указанием авторства «G.Don». Им описано около 40 видов австралийских растений.